# Bergh (Familienname)
Bergh ist ein niederländischer und deutscher Familienname.

## Namensträger
- Abraham Albert Hijmans van den Bergh (1869–1943), niederländischer Mediziner
- Alberich Bergh (1677–1736), Abt der Abtei Marienstatt
- Anton Bergh (Maler) (1828–1907), norwegischer Landschaftsmaler der Düsseldorfer Schule
- Birger Bergh (1935–2008), schwedischer Klassischer Philologe
- Dave van den Bergh (* 1976), niederländischer Fußballspieler
- Dimitri Van den Bergh (* 1994), belgischer Dartspieler
- Edvard Bergh (1828–1880), schwedischer Landschaftsmaler der Düsseldorfer Schule
- Éléonore de Bergh (1613–1657), belgisch-französische Aristokratin
- Elisabeth von Bergh-s’Heerenberg (1581–1614), Fürstäbtissin in Essen
- Erik Then-Bergh (1916–1982), deutscher Pianist und Musikpädagoge
- Ernst van den Bergh (1873–1968), deutscher Polizeioffizier
- Eva Bergh (1926–2013), norwegische Schauspielerin
- Friedrich IV. von dem Bergh (1559–1618), militärischer Befehlshaber während des Achtzigjährigen Kriegs
- George van den Bergh (1890–1966), niederländischer Politiker und Astronom
- Gertrude van den Bergh (1794–1840), deutsch-niederländische Pianistin, Chorleiterin und Komponistin
- Gunnar Bergh (1909–1986), schwedischer Leichtathlet
- Gustaaf Adolf van den Bergh van Eysinga (1874–1957), niederländischer Theologe
- Hans Bergh (* 1970), schwedischer Fußballspieler
- Heinrich von dem Bergh (1573–1638), spanischer General
- Hendrik van Bergh  (* 1914), deutscher Schriftsteller und Mitarbeiter des Bundesamtes für Verfassungsschutz, siehe Friedrich Ernst Berghoff
- Hendrik van den Bergh (1914–1997), südafrikanischer Geheimdienstchef
- Henriëtte Mayer van den Bergh (1838–1920), belgische Kunstsammlerin und Kuratorin
- Henry Bergh (1813–1888), US-amerikanischer Reformer und Diplomat
- Herman van den Bergh (1897–1967), niederländischer Dichter
- Hermann von dem Bergh (1558–1611), militärischer Befehlshaber während des Achtzigjährigen Kriegs
- Jöran Bergh (* 1941), schwedischer Mathematiker
- Johannes van den Bergh (* 1986), deutscher Fußballspieler
- Johannes Gregorius van den Bergh (1824–1890), niederländischer Ingenieur und Minister
- Joris van den Bergh (1882–1953), niederländischer Sportjournalist und Buchautor
- Kåre Magnus Bergh (* 1978), norwegischer Moderator und Künstler
- Karl Bergh (1883–1954), schwedischer Leichtathlet
- Klaus Müller-Bergh (* 1936), deutscher Romanist, Sprach- und Literaturwissenschaftler
- Michel Van den Bergh (* 1960), belgischer Mathematiker
- Nicklas Bergh (* 1982), schwedischer Fußballtorhüter
- Oswald III. von dem Bergh (1561–1586), Offizier während des Achtzigjährigen Kriegs
- Richard Bergh (1858–1919), schwedischer Maler
- Ricky van den Bergh (* 1980), niederländischer Fußballspieler
- Rikard Bergh (* 1966), schwedischer Tennisspieler
- Roger Van den Bergh, belgischer Jurist und Hochschullehrer
- Rudolph Bergh (Zoologe) (1824–1909), dänischer Zoologe und Mediziner, voller Name Ludvig Sophus Rudolph Berg
- Rudolph Sophus Bergh (1859–1924), dänischer Komponist und Zoologe
- Samuel Johannes van den Bergh (1814–1868), niederländischer Drogist und Dichter
- Sidney van den Bergh (* 1929), kanadischer Astronom
- Sidney J. van den Bergh (1898–1977), niederländischer Politiker und Manager
- Simon van den Bergh (1819–1907), niederländischer Margarinefabrikant
- Solko van den Bergh (1854–1916), niederländischer Sportschütze
- Svante Bergh (* 1943), schwedischer Generalmajor
- Totti Bergh (1935–2012), norwegischer Jazzmusiker
- Viktor Bergh (* 1999), schwedischer Fußballspieler
- Wilhelm I. von dem Bergh, Sohn von Friedrich II. von dem Bergh und Elisabeth von Millen
- Wilhelm II. von dem Bergh, Sohn von Otto von der Leck und Sophia von dem Bergh
- Wilhelm III. von dem Bergh (1468–1511), Sohn von Oswald I. von dem Bergh und Elisabeth von Moers
- Wilhelm IV. von dem Bergh (1537–1586), Statthalter in den Niederlanden
- Wivianne Bergh (* 1939), schwedische Diskuswerferin
- Wolfgang von Bergh (1921–2015), deutscher Generalleutnant der Luftwaffe der Bundeswehr